# Heracli (filòsof)
Heracli (grec antic: Ἡράκλειος, llatí: Heraclius) va ser un filòsof cínic grec que va florir cap al segle iv. Contra ell, l'emperador Julià l'Apòstata va compondre una arenga.
Suides l'anomena Heràclit.